# Londoner System
|   | a | b | c | d | e | f | g | h |   |
| 8 |   |   |   |   |   |   |   |   | 8 |
| 7 |   |   |   |   |   |   |   |   | 7 |
| 6 |   |   |   |   |   |   |   |   | 6 |
| 5 |   |   |   |   |   |   |   |   | 5 |
| 4 |   |   |   |   |   |   |   |   | 4 |
| 3 |   |   |   |   |   |   |   |   | 3 |
| 2 |   |   |   |   |   |   |   |   | 2 |
| 1 |   |   |   |   |   |   |   |   | 1 |
|   | a | b | c | d | e | f | g | h |   |

Die charakteristische Grundstruktur des Londoner Systems: Läufer auf f4 mit Bauernkette c3–d4–e3
Das Londoner System (auch Damenläuferspiel) ist ein Eröffnungssystem im Schach, das zu den Geschlossenen Spielen gehört. Es handelt sich dabei um einen durch verschiedene Abspielmöglichkeiten entstehenden Aufbau für Weiß, zu dessen charakteristischen Merkmalen eine frühe Entwicklung des schwarzfeldrigen Läufers auf das Feld f4 zusammen mit der Platzierung von Bauern auf den Feldern d4 und e3 sowie meist auch c3 zählen.
Das Londoner System gilt als leicht erlernbar sowie als solider und sicherer Aufbau für Weiß gegen die meisten Eröffnungsvarianten von Schwarz, weswegen es insbesondere bei Vereinsspielern populär ist. Teilweise wird es jedoch auch als langweilig und remisträchtig charakterisiert. Die ECO-Schlüssel für das Londoner System sind je nach schwarzem Gegenspiel D02 (nach d7–d5), A46 (nach Sg8–f6) und A48 (mit Königsindischem Aufbau für Schwarz).

## Historische Informationen
Der Beginn einer Partie mit 1. d2–d4 d7–d5 2. Lc1–f4 Lc8–Lf5 ist eine von zwölf Eröffnungen, die bereits in der Göttinger Handschrift erwähnt werden. Dabei handelt es sich um eine zwischen 1500 und 1505 entstandene Abhandlung, die möglicherweise von Luis Ramírez Lucena verfasst wurde und eines der ältesten Werke über das moderne Schach darstellt. Das angenommene Damengambit und diese Variante des Damenläuferspiels sind dabei die einzigen in diesem Werk enthaltenen Eröffnungen mit dem Damenbauern.
Als eine der ältesten überlieferten Partien mit dem Londoner System gilt eine 1883 bei einem Turnier in London gespielte Partie zwischen James Mason (Weiß) und Joseph Henry Blackburne (Schwarz). In den folgenden Jahren verwendete Blackburne diese Eröffnung auch mehrfach selbst mit Weiß. Ein weiterer Spieler aus der Zeit bis zum Beginn des Ersten Weltkrieges, der das Londoner System wiederholt spielte, war der polnische Meister Akiba Rubinstein.
Ein ebenfalls in London ausgetragenes Turnier, der von der British Chess Federation organisierte BCF Congress von 1922, trug zur Popularisierung dieses Systems bei, insbesondere als Mittel gegen die in den 1920er Jahren mit der hypermodernen Schule des Schachspiels aufkommenden Indischen Eröffnungen für Schwarz. So gewann Alexander Aljechin während dieses Turniers eine Partie mit dem Londoner System gegen Max Euwe, der sich mit Schwarz für einen Königsindischen Aufbau entschied.
In den Jahrzehnten nach dem Zweiten Weltkrieg wurde das Londoner System unter anderem von Vlatko Kovačević und Dawid Bronstein häufiger gespielt.
In der jüngeren Vergangenheit wurde das Londoner System in der Weltspitze, auch bei Magnus Carlsen, immer beliebter. 2023 wurde es zum ersten Mal bei einer Schachweltmeisterschaft gespielt. Ding Liren gewann damit die 6. Partie.

## Varianten
|   | a | b | c | d | e | f | g | h |   |
| 8 |   |   |   |   |   |   |   |   | 8 |
| 7 |   |   |   |   |   |   |   |   | 7 |
| 6 |   |   |   |   |   |   |   |   | 6 |
| 5 |   |   |   |   |   |   |   |   | 5 |
| 4 |   |   |   |   |   |   |   |   | 4 |
| 3 |   |   |   |   |   |   |   |   | 3 |
| 2 |   |   |   |   |   |   |   |   | 2 |
| 1 |   |   |   |   |   |   |   |   | 1 |
|   | a | b | c | d | e | f | g | h |   |

Typische Aufstellung im Londoner System nach Entwicklung der Leichtfiguren und kurzer Rochade
|   | a | b | c | d | e | f | g | h |   |
| 8 |   |   |   |   |   |   |   |   | 8 |
| 7 |   |   |   |   |   |   |   |   | 7 |
| 6 |   |   |   |   |   |   |   |   | 6 |
| 5 |   |   |   |   |   |   |   |   | 5 |
| 4 |   |   |   |   |   |   |   |   | 4 |
| 3 |   |   |   |   |   |   |   |   | 3 |
| 2 |   |   |   |   |   |   |   |   | 2 |
| 1 |   |   |   |   |   |   |   |   | 1 |
|   | a | b | c | d | e | f | g | h |   |

Möglicher Aufbau nach Öffnung der h-Linie durch Abtausch des Läufers auf g3 und langer Rochade
|   | a | b | c | d | e | f | g | h |   |
| 8 |   |   |   |   |   |   |   |   | 8 |
| 7 |   |   |   |   |   |   |   |   | 7 |
| 6 |   |   |   |   |   |   |   |   | 6 |
| 5 |   |   |   |   |   |   |   |   | 5 |
| 4 |   |   |   |   |   |   |   |   | 4 |
| 3 |   |   |   |   |   |   |   |   | 3 |
| 2 |   |   |   |   |   |   |   |   | 2 |
| 1 |   |   |   |   |   |   |   |   | 1 |
|   | a | b | c | d | e | f | g | h |   |

Alternative Entwicklung des  Damenspringers auf das Feld c3

### Erste Züge
Die Abfolge der weißen Züge zum Erreichen des typischen Aufbaus im Londoner System bietet Möglichkeiten zur Zugumstellung und ist damit flexibel. Als erster Zug ist sowohl d2–d4 als auch Sg1–f3 möglich. Die Eröffnung mit dem Königsspringer wird jedoch in der Praxis selten zum Abspiel ins Londoner System genutzt. Standard ist vielmehr die Eröffnung mit dem d-Bauern, an die sich der charakteristische Läuferzug Lc1–f4 entweder direkt im zweiten Zug oder nach 2. Sg1–f3 anschließt.
Die spätere Ausführung des Läuferzuges zugunsten von Sg1–f3 lässt Weiß zum einen Möglichkeiten, je nach den Zügen von Schwarz auf andere Eröffnungssysteme zu wechseln, so beispielsweise mit c2–c4 zu einer verzögerten Variante des Damengambits. Zum anderen verschleiert sie zunächst die Absicht von Weiß, das Londoner System zu spielen. Die gelegentlich als „beschleunigtes Londoner System“ bezeichnete Variante mit 1. d2–d4 und 2. Lc1–f4 wird in der Regel gegenüber der Abfolge mit 2. Sg1–f3 und 3. Lc1–f4 beziehungsweise der Eröffnung mit 1. Sg1–f3 empfohlen, sofern Weiß von Beginn an den Aufbau des Londoner Systems anstrebt.
Auch die Festigung des Zentrums mit den Zügen e2–e3 und c2–c3 kann noch vor der Entwicklung des Königsspringers gespielt werden. Dies sollte insbesondere bei einem frühen Zug des schwarzen c-Bauers erfolgen, um dem Zug Dd8–b6 mittels Dd1–b3 begegnen zu können.

### Der Läufer auf f4
Einem möglichen Angriff auf den f4-Läufer durch den schwarzen Zug Lf8–d6 kann Weiß entweder durch den direkten Abtausch der beiden schwarzfeldrigen Läufer mittels Lf4xd6 begegnen. Anschließend ist gegebenenfalls durch den Zug f2–f4 eine Ergänzung der Bauernkette c3–d4–e3 zu einem Stonewall-ähnlichem Aufbau möglich, sofern zuvor noch nicht Sg1–f3 gespielt wurde. Alternativ ist nach Lf8–d6 für Weiß der Rückzug Lf4–g3 möglich. Sofern Schwarz sich dann selbst für den Läuferabtausch auf g3 entscheidet, öffnet hxg3 die h-Linie für den weißen Turm auf h1 mit entsprechendem Angriffspotential am Königsflügel. Aufgrund dessen gilt der Rückzug nach g3 in der Regel als aktivere Variante, während der Läuferabtausch durch Weiß auf d6 als risikoarm angesehen wird.
Sollte Schwarz hingegen den f4-Läufer mit seinen g- und h-Bauern oder mit dem Königsspringer durch Sf6–h5 angreifen, ist der Rückzug des Läufers nach h2 nach vorherigem Aufrücken des weißen h-Bauers auf h3 möglich. Hat Weiß hingegen noch nicht h2–h3 gespielt, bevor Schwarz mit Sf6–h5 den Läufer angreift, kann sich Weiß ebenfalls für den Rückzug mit Lf4–g3 und das darauf mögliche Abspiel mit Sh5xg3 und hxg3 entscheiden. Alternativ sind Lf4–e5 oder, sofern Schwarz einen Königsindischen Aufbau mit Läufer-Fianchetto nach g7 gewählt hat, der Zug Lf4–g5 mit anschließendem Lg5–h4 als Antwort auf ein mögliches h7–h6 spielbar.

### Der weiße Damenspringer
Für den weißen Damenspringer ist die Entwicklung nach d2 die häufigste Variante. Alternativ ist auch Sb1–c3 möglich, sofern Schwarz zuvor nicht c7–c5 gespielt hat und Weiß somit den eigenen c-Bauer nach c4 anstelle von c3 ziehen konnte. Eine neuere eigenständige Idee im Londoner System ist zudem das schnelle Abspiel Sb1–c3 bereits im dritten Zug nach d2–d4 und Lc1–f4 als Mittel gegen den Königsindischen Aufbau für Schwarz nach Sg8–f6 und g7–g6.
Durch eine Positionierung des Damenspringers auf c3 anstelle von d2 bleibt dieses Feld für einen Abzug des Königsspringers von f3 frei. Dieser kann beispielsweise nach vorheriger Entwicklung des weißfeldrigen Läufers nach e2 als Antwort auf den schwarzen Zug Sf6–h5 gespielt werden, um den schwarzen Springer auf h5 anzugreifen. Die Positionierung auf e2 ist für den weißfeldrigen Läufer insbesondere beim Königsindischen Aufbau für Schwarz empfehlenswert. Meist wird der Läufer im Londoner System jedoch nach d3 gezogen, mit strategischer Orientierung auf das Feld h7.

### Die Rochade
Die Rochade erfolgt im Londoner System für Weiß in der Regel kurz. Je nach Spielsituation, insbesondere bei geöffneter h-Linie beziehungsweise der Einbeziehung der weißen Königsflügelbauern in einen Angriff auf den kurz rochierten schwarzen König, kann jedoch auch die lange Rochade sinnvoll sein. Darüber hinaus bietet die sich aus der Aufstellung der weißen Bauern und Leichtfiguren ergebende Sicherheit im Zentrum auch die Möglichkeit, die Ausführung der Rochade länger als in anderen Eröffnungen zu verzögern und somit flexibel auf den Partieverlauf zu reagieren.

## Verwandte Eröffnungen
Zu den Eröffnungen mit einem vergleichbaren Aufbau für Weiß zählt insbesondere das Colle-System, in welchem bei ähnlicher Bauernstruktur wie im Londoner System die Entwicklung des schwarzfeldrigen Läufers durch Weiß zunächst zurückgestellt wird und später nach einem Vorstoß des e-Bauers oder alternativ einem Fianchetto über das Feld b2 erfolgt. Insbesondere gegen die Königsindische Verteidigung gilt das Londoner System gegenüber dem Colle-System als besser geeignet. Auch der Stonewall-Angriff, mit einer Ergänzung der Bauernkette c3–d4–e3 durch die Platzierung des weißen f-Bauers auf f4, weist strukturelle Ähnlichkeiten zum Londoner System auf.
Eine ähnlich frühe Entwicklung des schwarzfeldrigen weißen Läufers wie im Londoner System erfolgt in der Trompowsky-Eröffnung, in welcher durch Lc1–g5 im zweiten Zug der nach f6 entwickelte schwarze Königsspringer angegriffen wird, sowie im Hodgson-Angriff (Pseudo-Trompowsky) mit dem Zug 2. Lc1–g5 als Antwort auf 1. … d7–d5. Im Torre-Angriff führt die Entwicklung des Läufers nach g5 im dritten Zug nach 1. d2–d4 Sg8–f6 und 2. Sg1–f3 e7–e6 zu einer Fesselung des Springers auf f6.